# Alandica kultur och kongress
Alandica kultur och kongress, vardagligt bara "Alandica", är ett kultur- och kongresshus som är beläget i Östra hamnen i Mariehamn på Åland. Huset öppnades 2009 och ägs av Ålands landskapsregering. Driften sköts av närliggande Hotell Arkipelag som ingår i Wiklöf Holding-koncernen.

## Byggnaden
Redan på 1970-talet påbörjades en diskussion om att anlägga ett kultur- och kongresscenter i Mariehamn, då det fanns begränsade utrymmen att tillgå för större evenemang. På 1990-talet utlystes en arkitekttävling och år 2007 inleddes byggandet enligt det vinnande bidraget från den danska arkitektbyrån Kjær & Richter.
Byggnaden är byggd i betong och grundtanken var att skapa en byggnad med tre separata öar sammanlänkade av en glasfoajé, som en hyllning till Ålands skärgård med många öar och skär. En av "hus-öarna" går dessutom i en färg som efterliknar åländsk röd granit. Kongresscentret innehåller en stor sal med 600 sittplatser, ett mindre auditorium med plats för 200 personer och sju mindre mötesrum med plats för mellan 12 och 50 personer.
Framför byggnadens ingång finns metallskulpturen Swing, som invigdes i december 2009 och skapades av formgivaren Satu Kiljunen. Konstverket har tagit inspiration av vågornas rörelser.

## Verksamhet
År 2011 besöktes byggnaden av närmare 42 000 personer. Av dessa var drygt 22 300 besökare vid kulturevenemang och ungefär 20 000 mötesgäster vid bland annat bolagsstämmor, pokerturneringar och mässor. Alandica har fått stå värd för konserter av bland annat Glenn Miller Orchestra, Carola Häggkvist och österrikiska Schönbrunner Schlossorchester. Under en tid 2009-2010 fungerade byggnaden även som biograf då Ålands enda biograf Bio Savoy renoverades.
Även teaterverksamhet bedrivs löpande i byggnaden genom föreningen Teater Alandica. Teatern sätter upp 2-4 produktioner per år och driver också en teaterskola för barn och ungdomar.